# اندیس اورس مرغی
اورس مرغی یک اندیس فلزی است که در حوالی شهر سردونیه استان کرمان قرار دارد و مادهٔ معدنی موجود در آن، طلا است.سنگ میزبان این اندیس آندزیت، آگلومرا است و دیرینگی آن به دوران ائوسن می‌رسد. 